# 白羽の矢
白羽の矢（しらはのや）は、白い矢羽を持つ矢のこと。
日本古来の風習あるいは伝承によれば、生贄を求める神は求める対象とする少女の家の屋根に、白羽の矢を目印として立てたという。このことから転じて、「白羽の矢が立つ」の形式で「多くのものの中から犠牲者として選び出される」という意味として使われる。

## 由来
柳田国男は、屋根に白羽の矢が立つという伝承を、祭りの開始を意味する柴指などの儀式で榊や柴を指すこと、および、祭りの場所を神意で決めたことに由来するという。
「白羽の矢」となった経緯として、「矢立の松」などのように矢を射立てることが結界の成立とみなされる考え方、あるいは、『平家物語』第一巻「願立」の仲胤法印が祈祷を行った後に八王子大権現の社から鏑矢の飛んでいく音がしたという話のように、神の意思が聖なる矢として現れるという考え方が影響しているとされる。白という色に関しては、聖なる性質を持つとされている。
また、神が赤く塗った矢に変化して女性のもとに通い女性がその神の子供を産むという「丹塗矢伝承」も、直接的ではないものの「白羽の矢」と関連していると考えられる。日本史学者武光誠の著書には、「丹塗矢伝承」を元にした能曲『賀茂』が「白羽の矢が立つ」の用法の由来となったとの説が見られる。

## 「白羽の矢が立つ」の用法
元来、「白羽の矢が立つ」という言葉は「犠牲として選ばれる」というイメージを持った言葉であった。現代においては、「特別に選び出される」「代表候補に選ばれる」というよい意味でも使用される。
また、「白羽の矢が立つ」が元々の用法であり、「白羽の矢が当たる」は誤用となる。しかし、2005年に文化庁が行なった世論調査によると、「白羽の矢が当たった」という言い回しを気にしない者も35.3%いるという結果が報告されている。 

## 日本各地の白羽の矢にまつわる伝承

### 早太郎伝承
早太郎伝承は「猿神退治」とも呼ばれる伝承で、日本全国に類話が存在する。これらの類話において、「白羽の矢」が生贄のしるしとして使われる。
これらの類話のあらすじは以下のようになる。
旅人がどこかの村を訪ねると、白羽の矢が立った家の娘を土地の神に生贄にささげなければならないということを聞かされる。不審に思った旅人がこっそり様子を見ていると、化け物が現れて娘を連れて行くのを目撃し、その際に「早太郎に聞かせるな」と話しているのを耳にする。旅人は早太郎を探し回り、光前寺の犬であることを突き止めて、光前寺から犬を借りていく。生贄の娘の代わりに早太郎を送り出すと、翌朝、大猿が死んでいるのが見つかる。
登場する犬の名前は地方によって異なっており、長野県の光前寺では「早太郎」であるが静岡県磐田市では「しっぺい太郎」となっている。鹿児島にも同様の話が伝わっており、「さつま熊太郎」と呼ばれるという。石川県七尾市では狼の「しゅけん」とされる。
これらの伝承は地名を借りながら、各地に伝わっていったものと考えられる。小松和彦は、これらの伝承を「犬猿の仲である犬が猿を殺す話」とみなすとともに、猿を日吉山王社・日吉大社の使いと見立て、比叡山で延暦寺に支配下におかれた日吉山王社という構図から、猿を「征服された土地神」をあらわすのではないかと考察している。

### 丹塗矢伝承
神が赤く塗った矢に化身して、自らが選んだ女性と交わって子供を生ませるという丹塗矢伝承は、『古事記』などにも見られるが、それらの類型伝承のひとつとして、『山城国風土記』には、賀茂別雷神社に祭られる賀茂別雷命が、丹塗矢と化した乙訓神社の神火雷神と、賀茂建角身命の娘である玉依姫との間に生まれたとの話が紹介されている。
この『山城国風土記』の伝承を基にした能楽作品『賀茂』では、賀茂川を流れてきた白羽の矢が水汲みの下で止まり、不思議に思った少女が矢を持ち帰って軒下にさしておくと、やがて少女は懐妊して男の子を産んだという話が語られる。
『賀茂』では、ご神体として「白羽の矢」が使われている。武光誠は、『賀茂』が白羽の矢の話を広めたと見ている。

### 富岡八幡宮伝承
富岡八幡宮の社伝によれば、菅原道真の子孫である長盛法印が寝ているときに八幡大菩薩が現れ、「武蔵国永代島に白羽の矢が立っている、その白羽の矢が立っている場所が、私が鎮座すべき場所である。」というお告げを受けたとされる。実際に行って見ると白羽の矢が立っており、1627（寛永4）年にそこに富岡八幡宮を建てて八幡大菩薩を祭ったという。
富岡八幡宮の授与品である「白羽の矢」は「開運吉事の当り矢」とされ、開運、縁起がよいことの象徴とされる。